# Витиня (футболист)
Витор Тиаго де Фрейташ Фернандеш (роден на 11 февруари 1986 г.), познат само като Витиня, е португалски професионален футболист, ляв защитник, състезател на Черно море (Варна).

## Кариера

### „Лудогорец"
Дебютира за Лудогорец в официален мач в А ПФГ на 3 март 2012 г. в срещата Лудогорец-Берое (Стара Загора) 3-0 . Дебютира в Б ПФГ на 8 август 2015 г. в срещата Лудогорец II-Верея 1-1 . Отбелязва първия си гол в Б ПФГ на 4 май 2016 г. в срещата Верея-Лудогорец II 0-2 .

## Статистика по сезони[5]
| Сезон    | Отбор          | Първенство       | Мачове | Голове |
| -------- | -------------- | ---------------- | ------ | ------ |
| 2008/09  | Отопени        | Румънска лига I  | 26     | 1      |
| 2009/10  | Униря          | Румънска лига I  | 13     | 0      |
| 2010/11  | Отопени        | Румънска лига II | 12     | 0      |
| 2011/ес. | Конкордия      | Румънска лига I  | 14     | 1      |
| 2012/пр. | Лудогорец (Рз) | А група          | 10     | 0      |
| 2012/13  | Лудогорец (Рз) | А група          | 4      | 0      |
| 2013/14  | Лудогорец (Рз) | А група          | 4      | 0      |

## Отличия
- А футболна група – 6 пъти шампион (2012, 2013, 2014, 2015, 2016, 2017) с Лудогорец (Разград)
- Купа на България – 2 пъти носител (2012, 2014) с Лудогорец (Разград)
- Суперкупа на България – 2 пъти носител (2012, 2014) с Лудогорец (Разград)